# 双四角錐柱
双四角錐柱（そうしかくすいちゅう、Elongated square dipyramid）とは、15番目のジョンソンの立体であり、正四角柱の2つの底面に正四角錐をつけたものである。ジルコンの結晶はこの形の例である。

## 性質
- 表面積: 一辺を{\displaystyle a}とすると、{\displaystyle S=(4+2{\sqrt {3}})a^{2}}
- 体積: 一辺を{\displaystyle a}とすると、{\displaystyle V={{3+{\sqrt {2}}} \over {3}}a^{3}}

## 関連図形
| 正四角錐柱 （正四角錐を1つ取り除く） | 正八面体 （正六面体を取り除く）     | 双四角錐反柱 （45°ねじる）            |                                       |
| 双三角錐柱 （角錐の角の数を減らす）  | 双五角錐柱 （角錐の角の数を増やす） | 二側錐三角柱 （角柱の角の数を減らす） | 二側錐五角柱 （角柱の角の数を増やす） |